# Права человека в США
Права человека в США провозглашены Конституцией США, поправками к ней, федеральными законами и законами штатов.
В Декларации независимости, по которой американские колонии в 1776 году вышли из состава Британской империи, говорилось: «все люди сотворены равными и все они наделены Творцом неотъемлемыми правами, к числу которых принадлежит жизнь, свобода и стремление к счастью. Для обеспечения этих прав учреждены среди людей правительства, облекаемые справедливой властью с согласия управляемых…».
Первые десять поправок к Конституции, составляющие Билль о правах, были добавлены в Конституцию в 1791 году. Поправки провозглашали свободу вероисповедания, свободу слова, свободу печати, право людей на мирные собрания, право людей обращаться в правительство с ходатайствами о возмещении ущерба, право людей не подвергаться необоснованным обыскам и конфискациям, право на надлежащие судебные процедуры, быстрое и публичное рассмотрение их дел беспристрастным судом присяжных.
Несмотря на принятие Конституции США и Билля о правах, в США долгое время на законодательном уровне действовало рабство и дискриминация этнических групп (в частности, индейцев и чернокожих).
США являются участником МПГПП (с оговорками), но не являются участником МПЭСКП. С 2015 года США — единственная из стран-членов ООН, не являющаяся участником Конвенции о правах ребёнка.

## Участие в договорах о правах человека
| Основные документы ООН | Участие США                                                                   | Основные документы ОАГ                                                               | Участие США              |
| --- | ----------------------------------------------------------------------------- | ------------------------------------------------------------------------------------ | ------------------------ |
| Международная конвенция о ликвидации всех форм расовой дискриминации                                                                    | Ратифицирована в 1994 г., заявление о допуске индивидуальных жалоб не сделано | Американская конвенция о правах человека                                             | Подписана в 1977 г.      |
| Международный пакт о гражданских и политических правах                                                                                  | Ратифицирован в 1992 г.                                                       | Сан-Сальвадорский протокол                                                           | Не подписан              |
| Факультативный протокол к Международному пакту о гражданских и политических правах                                                      | Не подписан                                                                   | Протокол об отмене смертной казни                                                    | Не подписан              |
| Второй Факультативный протокол к Международному пакту о гражданских и политических правах                                               | Не подписан                                                                   | Межамериканская конвенция о предотвращении и наказании пыток                         | Не подписана             |
| Международный пакт об экономических, социальных и культурных правах                                                                     | Подписан в 1977 г.                                                            | Межамериканская конвенция о насильственном исчезновении лиц                          | Не подписана             |
| Конвенция о ликвидации всех форм дискриминации в отношении женщин                                                                       | Подписана в 1980 г.                                                           | Межамериканская конвенция о гражданских правах женщин                                | Не подписана             |
| Факультативный протокол к Конвенции о ликвидации всех форм дискриминации в отношении женщин                                             | Не подписан                                                                   | Межамериканская конвенция о политических правах женщин                               | Ратифицирована в 1976 г. |
| Конвенция против пыток и других жестоких, бесчеловечных или унижающих достоинство видов обращения и наказания                           | Ратифицирована в 1994 г., заявление о допуске индивидуальных жалоб не сделано | Межамериканская конвенция о предотвращении насилия против женщин                     | Не подписана             |
| Факультативный протокол к Конвенции против пыток и других жестоких, бесчеловечных или унижающих достоинство видов обращения и наказания | Не подписан                                                                   | Межамериканская конвенция о ликвидации всех форм дискриминации в отношении инвалидов | Не подписана             |
| Конвенция о правах ребёнка | Подписана в 1995 г.                                                           | .                                                                                    | .                        |
| Факультативный протокол к Конвенции о правах ребёнка, касающийся участия детей в вооружённых конфликтах                                 | Ратифицирован в 2002 г.                                                       | .                                                                                    | .                        |
| Факультативный протокол к Конвенции о правах ребёнка, касающийся торговли детьми, детской проституции и детской порнографии             | Ратифицирован в 2002 г.                                                       | .                                                                                    | .                        |
| Международная конвенция о защите прав всех трудящихся-мигрантов и членов их семей                                                       | Не подписана                                                                  | .                                                                                    | .                        |
| Конвенция о правах инвалидов | Подписана в 2009 г.                                                           | .                                                                                    | .                        |
| Факультативный протокол к Конвенции о правах инвалидов                                                                                  | Не подписан                                                                   | .                                                                                    | .                        |

## Документы по процедурам докладов
| Экспертный орган                            | Доклад США | Документ экспертного органа |
| ------------------------------------------- | ---------- | --------------------------- |
| Комитет по правам человека                  | 2012       | 2014                        |
| Комитет по ликвидации расовой дискриминации | 2013       | 2014                        |
| Комитет против пыток                        | 2013       | 2014                        |

## Нарушения прав человека в истории США

### Права этнических групп
В 1830 году конгресс США принимает закон о насильственном переселении американских индейцев, основную массу которых составили Пять цивилизованных племён, из их родных земель на юго-востоке США на Индейскую территорию (ныне Оклахома) на западе США. Первым было переселено племя чокто в 1831 г. По дороге индейцы страдали от отсутствия крыши над головой, болезней и голода, многие умерли: только для племени чероки оценка числа погибших по дороге составляет от 4 до 15 тысяч. Вместе с индейцами на индейские территории переселилось множество чернокожих — находившихся в рабстве, вступивших в брак с представителями индейских племён или просто беглых.

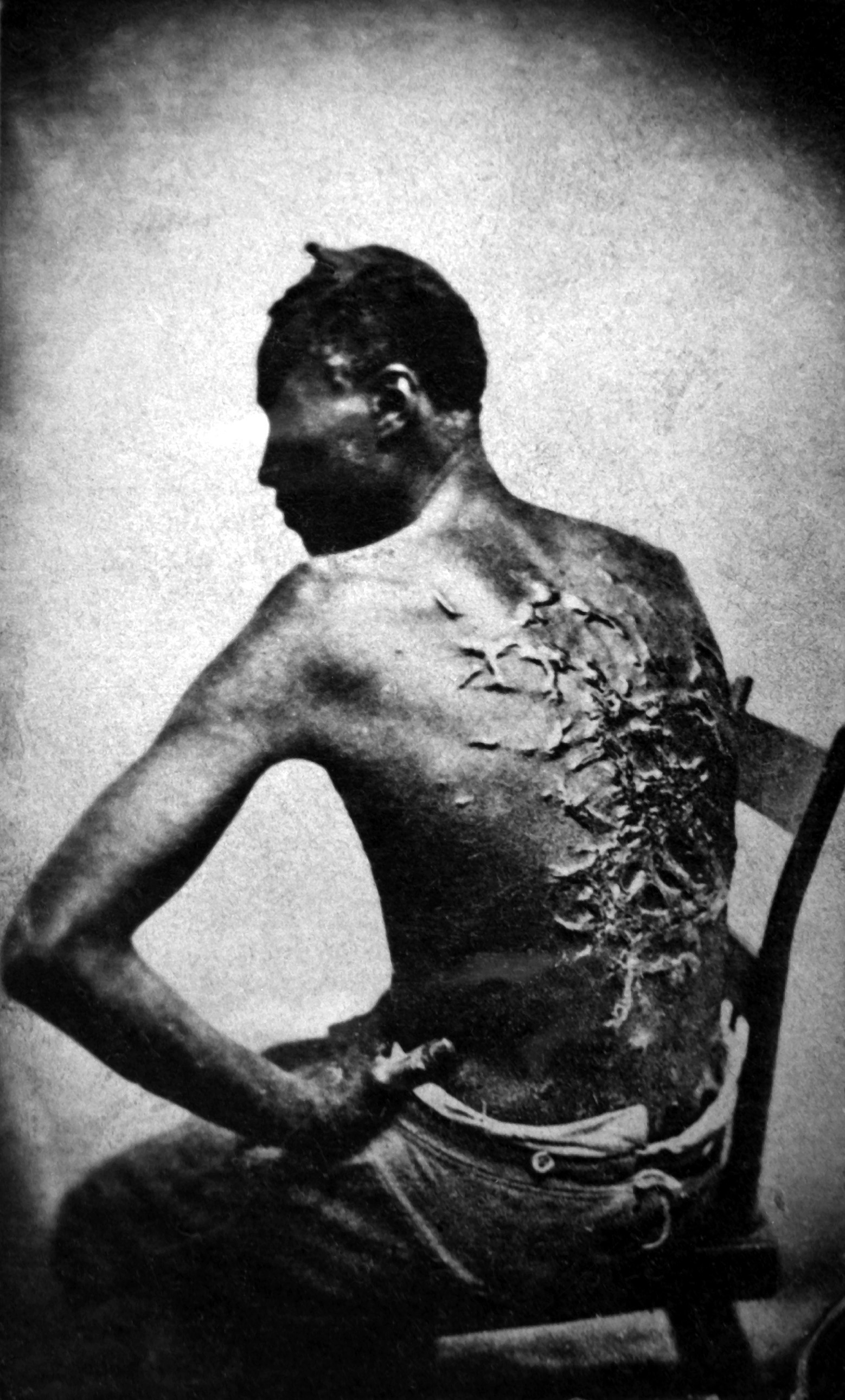
Чернокожий раб, подвергнутый наказанию. Луизиана, 1863

Рабство в США существовало с момента образования государства и было отменено только в 1865 году в результате Гражданской войны между северными и южными штатами.
В 1850 году был принят Закон о поимке беглых рабов на всей территории США. Закон требовал, чтобы бежавшие на Север рабы были возвращены их владельцам на Юге.
По состоянию на 1860 год, из 12-миллионного населения 15 американских штатов, где сохранялось рабство, 4 миллиона были рабами. Из 1,5 млн семей, живущих в этих штатах, более 390 тыс. семей имели рабов. Труд рабов широко использовался в плантационном хозяйстве, позволяя получать американским рабовладельцам высокие прибыли. В первой половине XIX века национальное богатство Соединённых Штатов в значительной степени было основано на эксплуатации рабского труда. За период с XVI века по XIX век в страны Америки было завезено около 12 миллионов африканцев, из них около 645 тыс. — на территорию современных США.
После принятия в 1865 году 13-й поправки к американской конституции, запрещающей рабство в США, официально существовала расовая сегрегация. Это выражалось в отдельных школах для белых и афроамериканцев, в формировании отдельных воинских подразделений для афроамериканцев и т. п.
В 1905 году в калифорнийский закон о запрете смешанных браков, была внесена поправка, запрещающая браки между белыми и «монголами» (общий термин, в то время использовавшийся для обозначения японцев среди других народов восточно-азиатского происхождения). В октябре 1906 года комитет Сан-Франциско по вопросам образования, проголосовал за сегрегацию школ по расовому признаку. 93-м ученикам этого округа было приказано перевестись в специальную школу в Чайнатауне. 25 из этих школьников были американскими гражданами. Эти антияпонские настроения не прекратились и после, о чём свидетельствует «Закон об исключении азиатов» 1924 года, который закрывал для японцев возможность получения американского гражданства. В годы Второй мировой войны около 120 тысяч японцев, живущих в США, были изгнаны из своих домов и насильственно перемещены в спецлагеря, где оставались до конца войны.
По американским законам, чернокожие граждане не должны были занимать в автобусах первые четыре ряда «только для белых». Если все места «только для белых» были заняты, то сидящие чернокожие должны были уступить белым пассажирам свои места.

### Политические права
В 1940–1950 годы в общественной жизни США имело место обострение антикоммунистических настроений и кампании гонений на левую интеллигенцию, получившее название маккартизм. К 1950 году была выработана система преследования инакомыслящих в СМИ. В июне 1950 года в про-маккартистски настроенном еженедельнике «Counterrattack» был опубликован доклад о коммунистической «фильтрации» на радио и телевидении под названием «Красные каналы». В докладе было указано 151 имя деятелей искусств, которым были предъявлены требования либо уйти с работы, либо признаться в прокоммунистической деятельности.

## Современная ситуация с правами человека

### Смертная казнь
В США сохраняется и применяется на практике смертная казнь: в 2014 году казнены 35 человек (все — летальная инъекция), в том числе 2 женщины и 2 иностранца. Казни в 2014 году осуществлены в 7 штатах: 10 в Техасе, 10 в Миссури, 8 во Флориде, 3 в Оклахоме, 2 в Джорджии, по 1 в Аризоне и в Огайо. В США имеется тенденция к постепенной отмене смертной казни, хотя число лиц, ожидающих приведение смертного приговора в исполнении очень велико — 2 851 человек на 2015 год.

### Право на неприкосновенность частной жизни
В 2013 году большую огласку получил скандал с Агентством национальной безопасности, которое собирало персональные данные миллионов граждан США и делилось ими с другими государственными органами. В 2013 году стало известно, что ЦРУ заплатило 10 млн долларов телефонной компании за доступ к базе звонков граждан и иностранцев. Определенной проблемой является право ФБР с 2008 года вести своего рода предварительное расследование (оценку) деятельности любого человека даже если нет оснований подозревать его в совершении преступления. Большинство «оценок» заканчиваются ничем: в 2009—2010 годах ФБР организовало 82 тыс. расследований этого вида, но лишь в 3,5 тыс. случаях по их итогам открыли полноценное следствие.

### Защита информантов
В США по состоянию на 2013 год действовал Закон о защите информантов, который защищал от преследований сотрудников государственных органов, сообщивших о нарушениях законодательства в их учреждении, правда он не распространялся на работников ФБР.

### Дискриминация в отношении меньшинств и борьба с ней
В 2014 году Министерство юстиции США ужесточило запрет на учёт при проведении расследования отношения к религии, страны происхождения, пола и сексуальной ориентации. В 1963–2012 годах уровень безработицы среди черных превышал аналогичный показатель среди белых и составлял в среднем 11,63 %. Борьба с расовой дискриминацией ведется активно — в 2014 году Нью-Йорк согласился выплатить представителям Пожарного департамента почти 100 млн долларов. К 2010-м годам была в целом свёрнута практика обучения детей индейцев в отдельных интернатах. Позитивная дискриминация существует в США в отношении меньшинств, но взят курс на её свёртывание: в 2014 году Верховный суд поддержал её отмену в университетах Мичигана, ранее такой же запрет был принят в Калифорнии, Вашингтоне и Флориде. Одной из проблем 2010-х годов стала ресегрегация школ — резкое увеличение числа подобных заведений, где представителей меньшинств менее 10 %. Для борьбы с сегрегацией в школах существует практика федерального наблюдения над округами — при Б. Обаме под ним находились 340 школьных округов.

### Преступления на почве ненависти
По данным ФБР в 2013 году на почве ненависти совершены 5,9 тыс. преступлений. Из них 49,3 % были мотивированы расовой неприязнью, 20,2 % — неприятием сексуальной ориентации, 16,9 % — ненавистью по религиозному признаку, а 11,4 % — ненавистью по национальному признаку.

### Полицейский спецназ
С 1983 по 2005 годы резко выросло число населенных пунктов, обладающих собственным полицейским спецназом. В 1983 году свой спецназ имели 13 % городов с населением 25–50 тыс. чел., а в 2005 году уже 80 %. В 1983 году группы полицейского спецназа провели 3 тыс. рейдов, а в 2005 году уже 50 тыс..

### Права мигрантов
Проблемой является мексиканская граница — в период 2000–2013 годов на территории, прилегающей к ней агентами американских правоохранительных органов было убито 20 граждан Мексики и американцев мексиканского происхождения, в том числе 6 на мексиканской земле. В 1995–2006 годах ежегодные расходы на охрану мексиканского участка границы выросли с 1,2 млрд долларов до 12,7 млрд долларов. Вместе с тем дети мигрантов имеют право на образование — в 1982 году Верховный суд США запретил властям штатов исключать их из школ вне зависимости от их статуса. Даже нелегальные мигранты имеют право на пользование бесплатной «скорой» медицинской помощью. Кроме того, дети нелегалов, рожденные в США имеют право на получение американского гражданства.

### Несправедливые приговоры
В 2013 году из тюрем выпущены 87 человек, которых признали несправедливо осужденными. Среди реабилитированных встречаются лица, которые ранее были приговорены к смертной казни. С 1973 по 2015 годы в США из камер смертников выпущены со снятием обвинений 156 человек, в том числе 6 в 2015 году. Например, в марте 2015 года были сняты все обвинения с Дебры Милки (Аризона), которая провела в камере смертников 22 года.

### Заключенные в США
Проблемой Штатов является их лидерство в мире по числу заключенных (на конец 2013 года 1571 тыс. человек), хотя в 2008 году их было
2 304 115 человек. Проблемой остается переполненность тюрем некоторых штатов (например, в 2011 году в Калифорнии было в тюрьмах 160 тыс. человек, хотя они были рассчитаны на 110 тыс. заключенных). Проблемой остаются частные тюрьмы, а также лишение свободы за неуплату штрафов.

### Трудовая дискриминация
С 1987 года по решению Комиссии по обеспечению равенства при трудоустройстве отказ в приеме лица на работу только на основании его криминального прошлого является дискриминационным. Всего в США в начале 2010-х годов было как минимум 800 должностей, на которые не могли юридически претендовать лица, ранее осужденные по уголовным делам. Проблемой оставляется более низкая оплата труда женщин, вследствие чего в апреле 2014 года президент издал указы: первый запрещал компаниям, выполняющим федеральные контракты, наказывать работников за сообщение коллегам сведений о своей зарплате, а второй предписывал министерству труда разработать нормы, по которым такие организации обязаны сообщать о зарплатах персонала, указывая пол и расу работников. Оба указа касаются 26 млн работников — 20 % наемного персонала. По данным Б. Обамы женщины в США получали в среднем на 23 % меньше мужчин. Профсоюзы в США настолько активны, что требуют порой от работников обязательного членства, вследствие чего в 2014 году Верховный суд по иску жителей Иллинойса признал, что работник имеет право не входить в обязательном порядке в профсоюз.

### Аборты
В 1973 году Верховный суд легализовал аборты на всей территории США, но к началу 2010-х годов в 9 штатах они были запрещены, если срок беременности превышал 20 недель.

### Участие граждан в формировании судебной власти
Граждане США имеют большое влияние на формирование профессионального судейского корпуса: в 2014 году в 22 штатах судьи верховных судов избирались, а ещё в 16 штатах они должны были после назначения пройти процедуру выборов.

### Свобода слова
Первая поправка к Конституции США гарантирует журналистам неприкосновенность даже если они используют информацию, полученную с нарушением закона, а Верховный суд США постановил, что они не могут преследоваться за её опубликование и не обязаны называть источник сведений. В американских газетах имеется должность общественного редактора, который отвечает за связи с читателями и за соблюдение этики в материалах и при этом не подчинен главному редактору. Обыск представителя СМИ был разрешён Министерством юстиции только в исключительных случаях и лишь после предварительного извещения. В 2012 году был создан Конгрессом Совет по рассекречиванию информации в общественных интересах. Вместе с тем имеют место ограничения свободы слова — в 2011 году указ Президента США создал Оперативную группу по внутренним угрозам для предотвращения утечек информации и усиления наблюдения за федеральным служащими. В 2014 году двое граждан были осуждены за видеозапись, на которой они в виде рэпа угрожали убить полицейских — суд посчитал, что Первая поправка на такой случай не распространяется. Также наказуемы порой высказывания о праве штатов на самоопределение. Например, активисты организаций, выступающих за отделение штатов от США обвиняются в бандитизме, осуществлении организованной преступной деятельности и осуждаются к длительным срокам лишения свободы.

Несмотря на положения Первой поправки, имеются прецеденты преследования властями США журналистов за опубликованную ими информацию. Накануне возобновления в британском суде слушаний по делу об экстрадиции основателя портала WikiLeaks Джулиана Ассанжа по требованию правительства США международная правозащитная организация AmnestyInternational опубликовала пресс-релиз, в котором содержится призыв к американским властям снять все выдвинутые обвинения против журналиста, а к правительству Соединенного Королевства – отклонить запрос США на его экстрадицию.
«Это слушание является последним тревожным актом в полномасштабном посягательстве на право на свободу выражения мнений. Если Джулиан Ассанж будет привлечен к ответственности, это может оказать негативное влияние на свободу СМИ, привести к самоцензуре издателей и журналистов, опасающихся преследования», – заявил директор европейского отделения организации Нильс Муйжниекс.
Некоторые американские юристы считают, что принятый в 1917 году Закон о шпионаже, в нарушении которого в том числе подозревается Ассанж, не может быть примененв данном случае, так как основатель портала Wikileaks защищен положениями Первой поправки.

### Избирательные права
Активным избирательным правом (правом избирать) наделены граждане США, достигшие 18 лет. Возрастной ценз для пассивного избирательного права (права быть избранным) обычно несколько выше. В 2014 году в 27 штатах в палату представителей штата могут быть избраны лица, достигшие 21 года; в 2010 году право быть избранным в палату представителей с 18 лет было установлено в 17 штатах.
В 2010-е годы в некоторых штатах были приняты законы, предусматривающие введение удостоверений личности для голосования. Например, в 2013 году в Техасе принят закон, установивший, что голосующий впервые должен предъявить удостоверение личности, выданное штатом (если его на руках нет, то голосовать можно при условии его предъявления в течение 6-ти дней). Нарушения в процессе голосования, как показали исследования специалистов университетов Стэнфорда и Висконсина, очень редки и носят обычно технический характер. Обычно нарекания вызывает сам принцип косвенных выборов Президента США, при котором число жителей от 18 лет и старше на одного выборщика сильно различается от штата к штату: в 2012 году в Вайоминге на одного выборщика приходилось 142 741 житель этого возраста, а во Флориде — 519 075. С 2007 года идет переход к отказу от такой системы: восемь штатов и Округ Колумбия, у которых в совокупности 132 голоса в Коллегии выборщиков США приняли договор, согласно которому их выборщики будут голосовать не за победителя в данном штате, а за кандидата, набравшего большинство голосов в целом по стране. Также критику вызывает практика невключения в избирательный бюллетень всех зарегистрированных кандидатов в Президенты США: на выборах 2012 года число включенных в бюллетень кандидатов колебалось от 2-х до 32-х в зависимости от штата. Проблемой является значительное число незарегистрированных избирателей, которые лишены права голоса (например, в Калифорнии в начале 2012 годах зарегистрированные составляли только 65,26 % от числа жителей, имеющих право голоса). Не имеют права голосовать на выборах Президента в большинстве штатов также лица, осужденные за преступления — 5,9 млн лиц. Деятельность международных наблюдателей на избирательных участках на выборах закреплена законами по состоянию на 2014 год только в 4 штатах (Миссури, Нью-Мексико, Северная Дакота и Южная Дакота), а также в Округе Колумбия. Выборы президента, губернаторов штатов и в Конгресс США как правило проходят на альтернативной основе. Однако выборы более низкого уровня (легислатура штата и ниже) часто бывают безальтернативными по принципу: «один кандидат на одно место». Например, в 2014 году в Генеральную ассамблею штата Иллинойс на безальтернативной основе были избраны 12 сенаторов.

### Телесные наказания в школах
Учителям разрешено в некоторых школах наказывать учеников физически — для этого предусмотрены специальные палки.

### Свобода передвижения
В США гражданам запрещено посещение Кубы в рамках действующих с 1960-х годов санкций (с незначительными исключениями только для родственников). Те, кто не получил специального разрешения от министерства финансов, могут подлежать санкциям в порту прибытия — таким как осмотр и конфискация предметов, доставленных с собой. Госдепартамент также резко ограничивает возможности путешествия американцев в Ирак и Ливан.
Для поездки в Афганистан, Иран, Ливию и Северную Корею следует также заручиться особыми разрешениями госдепартамента и министерства финансов США. Путешествие в страну, против которой действует американское эмбарго, может привести к аресту, штрафам и другим мерам наказания со стороны американского правительства.

### Нарушение прав человека за пределами США
Много нареканий вызывает соблюдение прав человека американских должностными лицами за рубежом. Речь идет о гибели мирных жителей в результате ликвидации беспилотниками лидеров террористов в Пакистане, Йемене и Сомали (данные о количестве жертв таких операций по состоянию на 2014 год засекречены, но по оценке Совета по международным отношениям в 2002–2013 году погибло во всех трех странах 3520 человек, в том числе 457 мирных жителей). Особые претензии вызвали так называемые Секретные тюрьмы ЦРУ, в которых применялись пытки, а информация о них иногда ликвидировалась — например в 2005 году были уничтожены ЦРУ видеозаписи пыток двух членов «Аль-Каиды» в тюрьме ЦРУ. Тюрьма в Гуантанамо также вызывала критику правозащитников за плохое обращение с заключенными, хотя в декабре 2013 года число её узников сократилось до 162, а некоторые из них не хотели экстрадиции в страну гражданства.

### Похищение людей
Иранский физик-ядерщик Шахрам Амири был похищен американскими спецслужбами во время совершения паломничества. По его словам, сотрудники ЦРУ «давили» на него с целью вести агитацию против Ирана и предлагали ему 50 млн долл.
По данным РБК, накануне представитель американских правительственных кругов на условиях анонимности сообщил, что США получили от иранского физика-ядерщика «полезную информацию», прежде чем тот отправился на родину.
Соединённые Штаты Америки все обвинения отвергали, указывая, что ученый прибыл в страну по доброй воле.

### Пенсионное обеспечение
По состоянию на 2013 год частичная пенсия в США возможна с 62 лет, а полная с 65–67 лет (в зависимости от даты рождения), также существует дополнительная пенсия супругам пенсионеров, а с 2000 года нет ограничений на пенсию для работающих пенсионеров. Также пенсии выплачиваются инвалидам. У большинства работников предприятий, финансируемых из бюджета, имеется право на особую пенсию в случае выработки ими 5–10 лет стажа.

### Здравоохранение
По состоянию на начало 2010-х годов 13 % взрослых американцев не были охвачены медицинским страхованием. Тем не менее государственные затраты на медицину огромны — в 2013 году на неё было выделено 37 % обязательных расходов федерального бюджета или 5,2 % ВВП.

### Государственная поддержка образования
США дают бесплатное начальное и среднее образование, на уровне штатов действует система льгот для вузов, получающих бюджетное финансирование, а также практика выделения грантов. В 1965 году Закон о начальном и среднем образовании учредил систему поддержки школ для малообеспеченных семей, а также финансирование изданий учебной литературы и поддержки библиотек. С 1965 года действует единственная федеральная программа «Head Start» для подготовки к начальной школе детей из малообеспеченных семей (около миллиона детей ежегодно).

### Бесплатное питание для бедных
К концу 2013 года талонами на бесплатное приобретение определенных продуктов пользовались 47,6 млн американцев. На программу талонов было израсходовано из федерального бюджета в 2013 году 79,6 млрд долларов (в 2007 году — 30,4 млрд).

### Защита от безработицы
За 2009–2014 годы число получателей пособия по безработице в США сократилось с 14,4 млн человек до 2,4 млн человек.

### Проблема насилия с использованием оружия
Вторая Поправка к Конституции США гарантирует право на владение оружием, что приводит к большому числу жертв — в 2007 году в стране в результате применения оружия погибло 31 224 человека, в том числе 12 632 человека было убито, 17 352 человека покончили с собой, 613 человек погибли от несчастного случая, а 351 убиты полицией. В 2007 году от применения оружия получили ранения 66678 человек, в том числе на 44 466 человек были нападения с применением огнестрельного оружия, а 679 человек пострадали от оружия во время действий полиции.